# Gotthold Karl Georg von Ströhlin
Gotthold Karl Georg von Ströhlin (* 20. März 1791 in Stuttgart; † 25. Januar 1858 ebenda) war ein württembergischer Oberamtmann.

## Leben
Gotthold Karl Georg Ströhlin studierte 1808–1812 an der Eberhard-Karls-Universität Tübingen Rechtswissenschaft.  Er war das 15. Mitglied der (Nieder)Schwäbischen Landsmannschaft – Corps Suevia (I) (Inferior), die am 7. Januar 1807 gestiftet worden war. 1813 wurde er Auditor im öffentlichen Dienst. Ab 1813 diente er in der Württembergischen Armee. Er nahm dabei an den Feldzügen nach Sachsen (1813) und Frankreich (1814–1815) teil. 1819–1823 war er Oberamtmann vom Oberamt Backnang, 1823–1831 vom Oberamt Cannstatt und 1831–1852 vom Oberamt Tübingen. 1852 trat er in den Ruhestand.

## Ehrungen
- Ehrenbürger von Cannstatt (1831)
- Ritterkreuz des Ordens der württembergischen Krone,  persönliche Nobilitierung (1837)